# Neopolycystus
Neopolycystus är ett släkte av steklar. Neopolycystus ingår i familjen puppglanssteklar.
Kladogram enligt Catalogue of Life:
| Neopolycystus | \| \| Neopolycystus abdominalis \| \| \| \| \| \| Neopolycystus insectifurax \| \| \| \| |
|               | \| \| Neopolycystus abdominalis \| \| \| \| \| \| Neopolycystus insectifurax \| \| \| \| |
|               | Neopolycystus abdominalis                                                                |
|               |                                                                                          |
|               | Neopolycystus insectifurax                                                               |
|               |                                                                                          |